# 猫琴

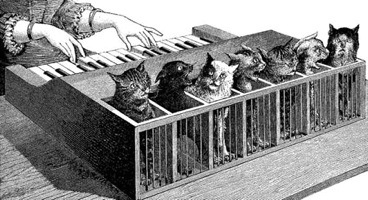
取自 La Nature, 1883年

猫琴（英語：或，德語：或 ）是一种由活猫组成的乐器。先挑选音色纯正的猫，将它们按音调高低的顺序放在笼子内，再把它们的尾巴固定在琴的键盘之下。当演奏者敲击琴键时，机械装置就会将锐利的长钉打进猫的尾巴，使得它们发出悲惨的哀鸣声。
关于猫琴在正史中没有记载。法国作家 Jean-Baptiste Weckerlin 在他的作品Musiciana记录过猫琴是用于西班牙王室的消遣；德国学者Christian Reil描述过猫琴的作用是治疗无法集中注意力的病人集中注意力。而德国学者阿塔納斯·珂雪則在他的《Musurgia Universalis》裏首次提到這種樂器。
猫琴的做法十分残忍，在历史上出现的时间非常短暂，随着人类对动物保护的重视，猫琴漸漸變得不被大眾所接受。